# A Night at Studio 54
A Night at Studio 54 è una compilation pubblicata nel giugno 1979 dalla Casablanca Records con i brani di disco music più frequentemente suonati al celebre Studio 54 di New York.
L'album ha raggiunto la 21ª posizione della classifica Billboard 200, rivelandosi un successo di critica e venendo certificato disco d'oro dalla RIAA. Nonostante quasi un milione di vendite, l'album è fuori stampa dalla sua uscita originale e non è stato ri-inciso su CD.

## Descrizione
A Night at Studio 54 è un doppio album che presenta 17 brani disco suonati regolarmente alla discoteca Studio 54 di Manhattan. Steve Rubell ha descritto l'album come "l'equivalente di una notte allo Studio 54." Le canzoni del disco sono mixate insieme dai DJ resident Marc Paul Simon e Roy Thode per una riproduzione continua, che ricorda un DJ set del nightclub.

## Tracce
- Lato 1

1. Chic – Le Freak – 4:25 (Bernard Edwards, Nile Rodgers)
2. Michael Zager Band – Let's All Chant – 2:50 (Michael Zager, Alvin Fields)
3. Village People – YMCA – 3:12 (Jacques Morali, Henri Belolo, Victor Willis)
4. GQ – Disco Nights (Rock-Freak) – 5:28 (Emmanuel Rahiem Le Blanc, Herb Lane, Keith Crier, Paul Servic)

- Lato 2

1. Cher – Take Me Home – 5:51 (Michelle Aller, Bob Esty)
2. Alicia Bridges – I Love the Nightlife (Disco 'Round) – 2:44 (Alicia Bridges, Susan Hutcheson)
3. Love & Kisses – I Found Love (Now That I Found You) – 3:26 (Alec R. Costandinos)
4. Donna Summer – Last Dance – 6:44 (Paul Jabara)

- Lato 3

1. Cheryl Lynn – Got to Be Real – 5:10 (Cheryl Lynn, David Paich, David Foster)
2. Instant Funk – I Got My Mind Made Up (You Can Get It Girl) – 3:00 (Kim Miller, Scott Miller, Raymond Earl)
3. Karen Young – Hot Shot – 3:04 (Andrew Kahn, Kurt Borusiewicz)
4. Patrick Juvet – I Love America – 3:46 (Patrick Juvet, Jacques Morali, Victor Willis)

- Lato 4

1. Voyage – Souvenirs – 2:36 (M. Chantereau, P.A. Dahan, S. Pezin)
2. D.C. LaRue – Hot Jungle Drums and Voodoo Rhythm – 3:07 (D.C. LaRue, Bob Esty)
3. Musique – In the Bush – 3:33 (Patrick Adams, Sandra Cooper)
4. Dan Hartman – Instant Replay – 4:46 (Dan Hartman)
5. Peaches & Herb – Shake Your Groove Thing – 3:15 (Dino Fekaris, Freddie Perren)